# Rita Atria
Rita Atria (* 4. September 1974 in Partanna; † 26. Juli 1992 in Rom) war eine italienische Informantin der Justiz in Ermittlungen gegen die Cosa Nostra der sizilianischen Mafia.

## Leben
Rita Atria wurde als jüngste Tochter des Mafiamitgliedes Vito Atria in der sizilianischen Gemeinde Partanna geboren. Als sie elf Jahre alt war, wurde ihr Vater von der Mafia ermordet, weil er zum einen seine Machtposition übertrieben und sich dadurch mit vielen überworfen hatte, zum anderen, weil er sich nicht der neuen Zeit angepasst hatte, sondern zu sehr am Althergebrachten festhielt. Durch seine offene Ablehnung des Drogenhandels hatte er seinen Rückhalt bei den Accardo, der lokalen Mafiafamilie, verloren.
Nicht zuletzt wegen des schwierigen Verhältnisses zu ihrer Mutter wurde Ritas Bindung an ihren Bruder Nicola und dessen Ehefrau, Piera Aiello, noch enger. Nicola, der auch der Mafia angehörte, berichtete ihr über Geschäfte und Verstrickungen der örtlichen Mafiafamilien, außerdem erfuhr sie von ihm die Namen der Mörder ihres Vaters.
Als im Juni 1991 auch Nicola ermordet wurde, beschloss Ritas Schwägerin Piera Aiello (die nicht aus einer Mafiafamilie stammt), mit der Justiz zusammenzuarbeiten. Als sogenannte „testimone di giustizia“ (Justizzeugin) wandte sie sich an den Anti-Mafia-Richter Paolo Borsellino, um die Verhaftung der Mörder ihres Mannes zu erreichen.
Der Verlust ihres Bruders war ein weiterer schwerer Schlag für Rita Atria. Im November 1991 entschied sie sich, dem Vorbild Pieras zu folgen und ihr Wissen über das organisierte Verbrechen in Partanna den Ermittlungsbehörden zur Verfügung zu stellen. Zu diesem Zweck nahm sie auch ihr seit langem geführtes Tagebuch mit, in das sie u. a. detailliert die von ihrem Bruder mitgeteilten Informationen notiert hatte. Anfangs wollte sie mit ihren Aussagen lediglich die Ermordung von Vater und Bruder rächen, im Laufe der Zeit wandelte sich der Beweggrund jedoch zu einem Wunsch nach wahrer Gerechtigkeit.
Aufgrund ihrer Aussagen wurde Atria nicht nur von der Mafia bedroht, sondern auch von ihrer Mutter verstoßen. In dieser Zeit entwickelte sie ein herzliches Verhältnis zu Borsellino, der für sie fast wie ein Vater wurde. Die Gefährdung Atrias erforderte die Aufnahme in das Zeugenschutzprogramm: Hals über Kopf wurde sie von der Polizei aus Sizilien weggebracht und lebte fortan unter falschem Namen in Rom.
Diese Situation war für die erst 17-jährige Rita Atria nicht leicht: die Trennung von der Mutter – trotz des äußerst gespannten Verhältnisses –, das Leben in Isolation und die ständige Angst vor Enttarnung. Als am 19. Juli 1992 Paolo Borsellino in Palermo durch eine Autobombe getötet wurde, war dies ein erneuter schwerer Schlag für Atria.
Eine Woche nach Borsellinos Tod sprang Rita Atria aus dem Fenster ihrer Wohnung im sechsten Stock, in der sie mit ihrer Schwägerin und ihrer kleinen Nichte lebte. Entgegen anfänglichen Vermutungen, es könnte sich um einen getarnten Mord handeln, erklärten die polizeilichen Untersuchungen, dass es Suizid gewesen sei.

## Auswirkungen
Die Entscheidung Atrias zur Zusammenarbeit mit der Justiz hatte vielfältige Auswirkungen sowohl auf ihr eigenes Leben als auch auf die Ermittlungen der Polizei. Zu den schwerwiegendsten persönlichen Konsequenzen zählte zweifellos die Verstoßung durch die Mutter, die – ebenso wie wiederholte Drohungen durch Mafiaangehörige – Atria dazu bewegen sollte, ihre Aussagen zurückzuziehen. Der Bruch zwischen Mutter und Tochter war so tiefgreifend, dass sie nach Ritas Tod den Grabstein und das daran angebrachte Foto mit einem Hammer zerschlug. Aus einem Protokoll Rita Atrias bei der Staatsanwaltschaft in Marsala geht hervor, dass sie bereit war, ihre Tochter umbringen zu lassen.
Darüber hinaus löste Atrias Verlobter Calogero die Verlobung, weil sie die Schwägerin einer Verräterin sei. Auch wurde Atria von ihren Bekannten gemieden, besonders als durchgesickert war, dass sie mit der Justiz zusammenarbeitete. Diese Strategie der Isolation ging mit Drohungen von Seiten der Mafia einher, von denen Atria mehrfach mit großer Angst in ihren Aufzeichnungen berichtete. Auch ihr isoliertes, anonymes Leben in Rom war für Atria eine große Belastung, was aus vielen Stellen ihres Tagebuches hervorgeht.
Auf der anderen Seite konnten durch Atrias Aussagen Beweise erbracht werden, die zur Verhaftung mehrerer Mafiosi führten. Außerdem wurden Ermittlungen gegen den damaligen Bürgermeister Partannas, Vincenzino Culicchia, eingeleitet, in denen es um Verstrickungen zwischen Mafia und Politik ging.
Anfänglich waren es vor allem Frauenorganisationen gegen das organisierte Verbrechen (wie Le donne delle lenzuola, die Anti-Mafia-Bürgerbewegung La Rete und die Hungerstreik-Frauen aus Palermo), die an Rita Atria erinnerten, indem sie Schweigemärsche oder Kundgebungen veranstalteten. 1994 wurde in Milazzo (Sizilien) von Studierenden unter Leitung von Nadia Furnari und Santina Latella die Associazione Rita Atria gegründet mit dem Ziel, an die unschuldigen Opfer zu erinnern und die Menschen gegen die Mafia zu mobilisieren. Diese Vereinigung – inzwischen umbenannt in Associazione Antimafie Rita Atria – wird seit Juli 2008 von Atrias Schwägerin Piera Aiello als Präsidentin geleitet. Neben der Bekämpfung sämtlicher Formen von organisierter Kriminalität möchte die Organisation ein Umdenken im Umgang der Behörden mit den testimoni di giustizia – insbesondere die ungerechtfertigte Gleichsetzung mit den pentiti [Vgl. Anm. 1] – erreichen und unterstützt diese Zeugen bei der Neuorganisation ihres Lebens.

## Sonstiges
2009 entstand ein italienischer Kinofilm, der auf dem Leben von Rita Atria basiert. In La siciliana ribelle (wörtlich: „Die rebellische Sizilianerin“) erzählt der Regisseur Marco Amenta die Geschichte der Protagonistin Rita Mancuso. Die Figur ist zwar an Rita Atria angelehnt, aber besonders zum Schluss verfährt das Drehbuch recht frei mit den wahren Begebenheiten, weshalb Piera Aiello Kritik an der Verfilmung äußerte. Darüber hinaus beklagte sie in einem Interview, dass private Fotos und Videos der Familie Atria benutzt worden seien, die unter Umständen für sie zur Gefahr – durch Offenlegung ihrer wahren Identität – werden könnten.